# پاشلک ویتی لوو
پاشلک ویتی لوو (نام علمی: Coenocorypha miratropica) نام یک گونه از تیره آبچلیک است.